# Movimento Acredito
O Movimento Acredito é um movimento brasileiro fundado em 2017, em meio à crise política e econômica no país, que declaradamente visa combater a polarização política e a desigualdade social no país. Segundo o movimento, seu objetivo é a "renovação política", conforme manifesto divulgado em julho de 2017.
O movimento se define como suprapartidário, e que pretende, entre outros objetivos, uma nova política anti-privilégios, um Congresso transparente e participativo, redução de desigualdades, e políticas sociais universais. É favorável ao Impeachment de Jair Bolsonaro e apoiou a instalação da CPI da COVID-19.
Em 2018, o Acredito possuía núcleos em treze estados do Brasil. Nas eleições de 2018, pretendia lançar um candidato a deputado federal e três a deputado estadual em cada um dos estados onde tinha atuação, negociando com PPS, PSB, Rede e PV a filiação independente de seus membros, de forma a preservar a plataforma do movimento.
O Acredito já se autodenominou como um "MBL progressista", em referência ao Movimento Brasil Livre.

## Semelhanças com outros movimentos
O movimento compartilha muitas características com outros movimentos criados na mesma época, como o RenovaBR, sendo as diferenças apenas muito secundárias. Muitos integrantes de um movimento também fazem ou já fizeram parte de outros movimentos. Tabata Amaral, além de participar do Acredito, foi aprovada no programa Jovem RAPS (Rede de Ação Política por um Brasil Sustentável) e no programa RenovaBR, também de lideranças políticas jovens.

## Controvérsias
Após uma deputada do movimento, Tabata Amaral, do Partido Democrático Trabalhista (PDT), ter votado a favor da reforma da previdência do governo Bolsonaro, o vice-presidente do PDT, Ciro Gomes, criticou-a por fazer "militância dupla" e disse que o movimento Acredito é um "partido clandestino".
Todo mundo pode participar de qualquer movimento, mas se você tem um partido clandestino para burlar a legislação que proíbe financiamento empresarial, isso é uma coisa muito mais grave[...]

[...]Você pega um partido clandestino, que tem suas regras próprias, seu programa próprio, você se infiltra nos outros partidos e usa os outros partidos, fundo partidário, tempo de TV, quociente eleitoral para se eleger e fazer o serviço do outro partido? Aí é um problema de dupla militância, não tem nada a ver com a compreensão de reforma da Previdência que nós temos— Ciro Gomes, em evento em São Paulo
Felipe Rigoni (PSB-ES), outro integrante do movimento, também contrariou seu partido e votou a favor da reforma.
Diversos membros do Acredito deixaram o movimento após o voto favorável de Rigoni ao chamado "PL do Veneno" (PL 6299/02), que flexibiliza a entrada de agrotóxicos no Brasil.